# Aeroportul Châteauroux-Centre "Marcel Dassault"
Aeroportul Châteauroux-Centre "Marcel Dassault" (IATA: CHR, ICAO: LFLX) este un aeroport din Déols, Cantonul Châteauroux-Est, Arondismentul Châteauroux, Indre, Centru, Franța metropolitană, Franța ce deservește zona Châteauroux. Aeroportul a fost tranzitat în 2022 de 3.274 de pasageri. A fost deschis în 1936 și numit după zona deservită.
Situat la o altitudine de 161 m, aeroportul dispune de o singură pistă. Este operat de Regional Council of Centre-Val de Loire⁠(d).